# St. Maria Magdalena (Gevelinghausen)

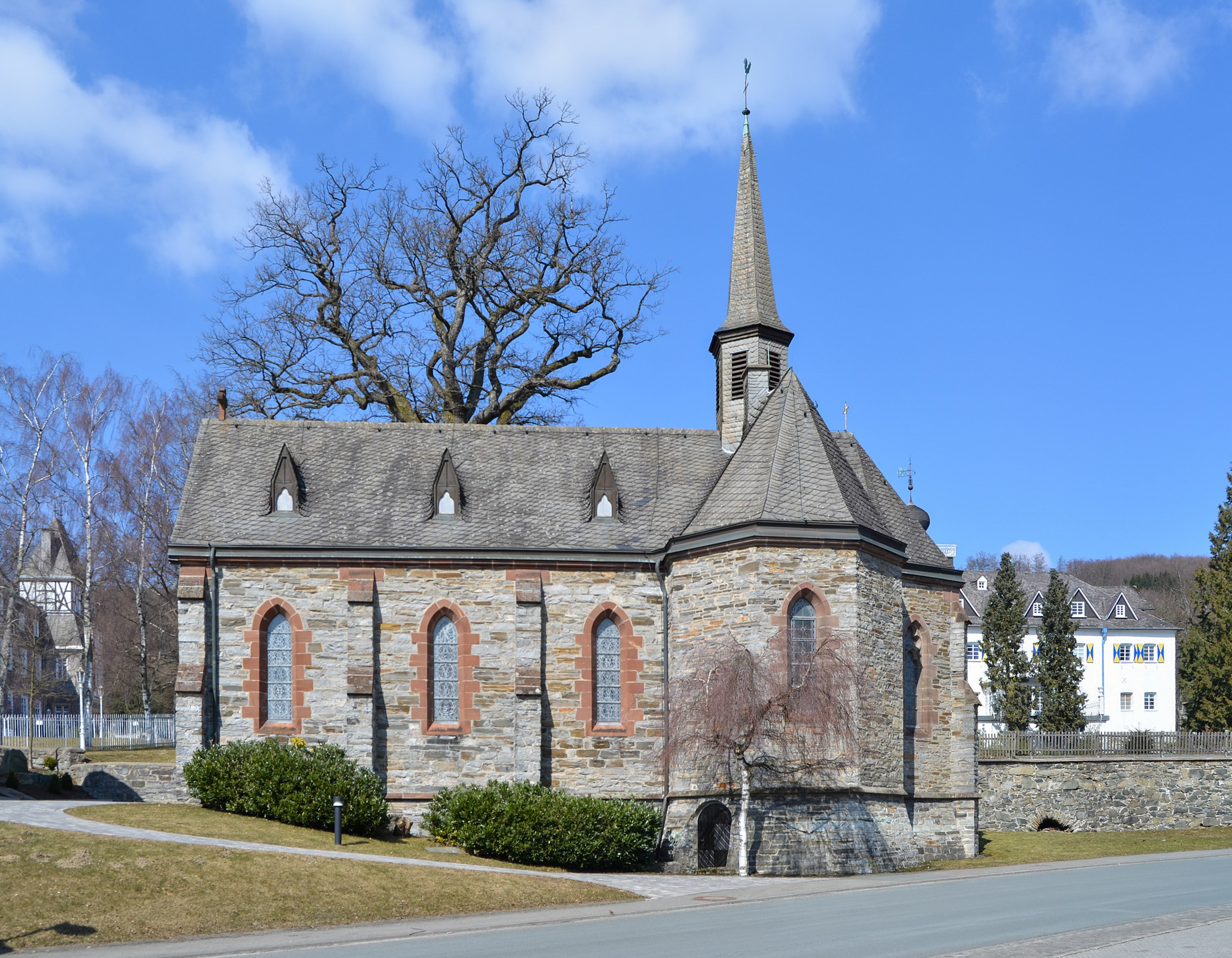
Südansicht von St. Maria Magdalena

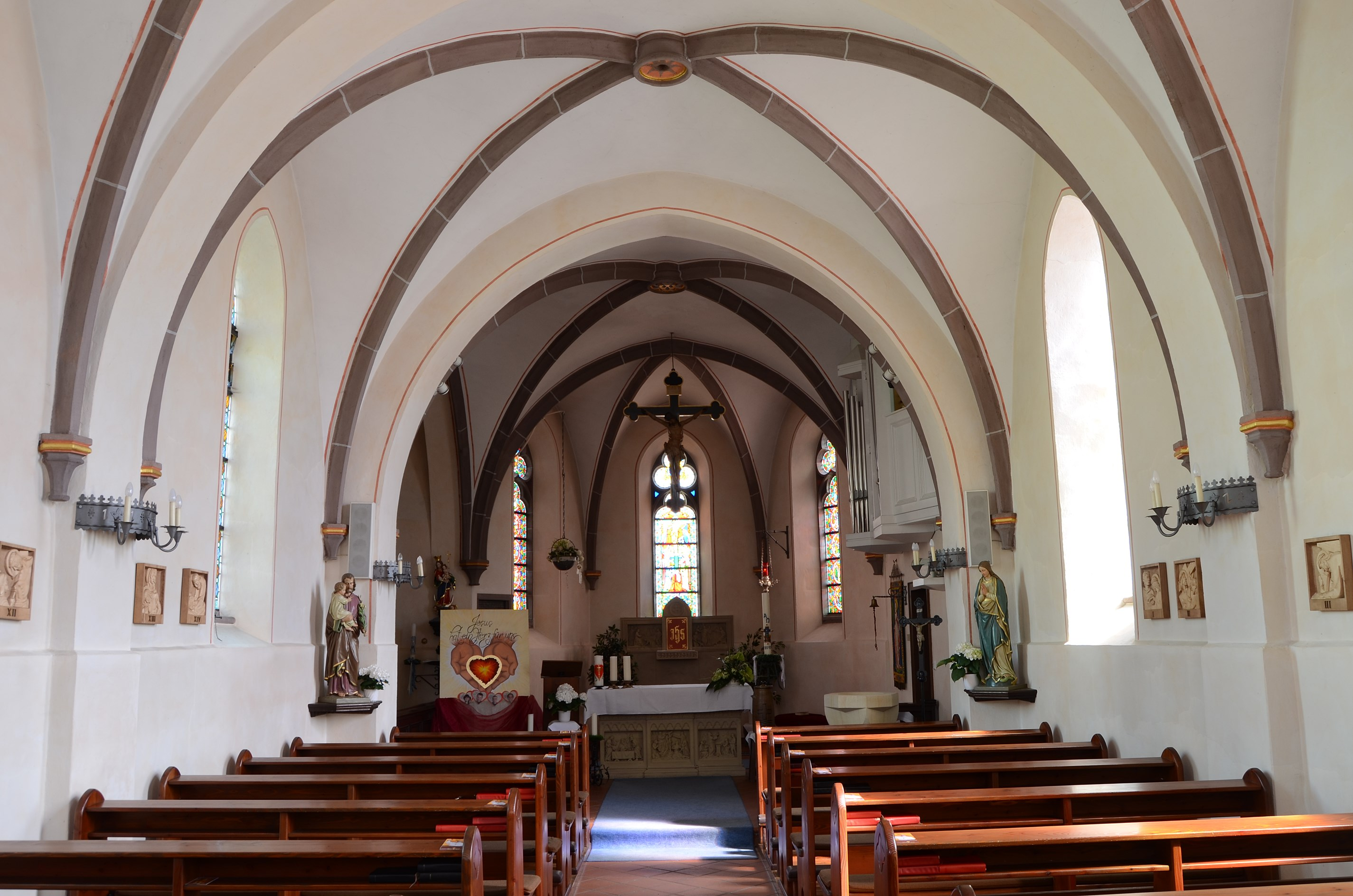
Innenansicht (2013)

Die katholische Pfarrkirche St. Maria Magdalena ist ein denkmalgeschütztes Kirchengebäude in Gevelinghausen, einem Stadtteil von Olsberg im Hochsauerlandkreis (Nordrhein-Westfalen).

## Geschichte und Architektur
Die ehemalige, direkt an der Schlosszufahrt des Schlosses Gevelinghausen, gelegene Schlosskapelle wurde 1544 erstmals urkundlich erwähnt. Der kleine neugotische Bruchsteinsaal mit polygonalem Chor schließt dreiseitig. Der 1633 geweihte Vorgängerbau wurde 1879 von Arnold Güldenpfennig um die Ostteile erweitert. Das Langhaus wurde 1900 dreijochig ersetzt. Die Wände im rippengewölbten Inneren sind durch Bleiglasfenster der Firma Joseph Osterrath gegliedert.

## Ausstattung
- Eine gusseiserne Grabplatte mit der Relieffigur eines Ritters aus dem 16. Jahrhundert
- Ein Kruzifix aus der Zeit um 1900[1]